# Consell Episcopal Llatinoamericà
El Consell Episcopal Llatinoamericà (CELAM) agrupa els bisbes de l'Església Catòlica de Llatinoamèrica i el  Carib.
El seu origen està en la Conferència General de l'Episcopat Llatinoamericà a Rio de Janeiro realitzada entre el 25 de juliol al 4 d'agost de 1955. Després de la qual es fa la comanda al Papa Pius XII el 1955 per a la constitució del CELAM, sent acceptada aquesta suggeriment. Si bé des Concili Plenari d'Amèrica Llatina celebrat a Roma en 1899 se suggereix i es realitzen reunions periòdicament de les diòcesis de cada nació, no existia una convocatòria en ple dels bisbes de Llatinoamèrica.
Cada 4 anys es realitza una assemblea ordinària a la qual assisteixen els presidents de les conferències episcopals nacionals, la qual defineix les tasques pastorals i l'elecció d'autoritats.
El seu actual president és l'arquebisbe de Tlalnepantla, Carlos Aguiar Reptis.
Així mateix ha realitzat les següents Conferències Generals de Bisbes
1. I Conferència General de l'Episcopat Llatinoamericà, Rio de Janeiro (Brasil), 1955.
2. II Conferència General de l'Episcopat Llatinoamericà, Medellín (Colòmbia), 1968.
3. III Conferència General de l'Episcopat Llatinoamericà, Puebla (Mèxic), 1979.
4. IV Conferència General de l'Episcopat Llatinoamericà, Santo Domingo (República Dominicana), 1992.
5. V Conferència General de l'Episcopat Llatinoamericà i del Carib, Aparecida (São Paulo, Brasil), 2007.

## Integrants del CELAM
El CELAM està integrat per:
| - Conferència Episcopal de les Antilles - Conferència Episcopal Argentina - Conferència Episcopal de Bolívia - Conferència Nacional de Bisbes del Brasil - Conferència Episcopal de Xile - Conferència Episcopal de Colòmbia - Conferència Episcopal de Costa Rica - Conferència Episcopal de Cuba - Conferència Episcopal de Guatemala - Conferència Episcopal d'Haití | - Conferència Episcopal d'Hondures - Conferència de l'Episcopat Mexicà - Conferència Episcopal de Nicaragua - Conferència Episcopal de Panamà - Conferència Episcopal de Paraguai - Conferència Episcopal Peruana - Conferència Episcopal de Puerto Rico - Conferència Episcopal de la República Dominicana - Conferència Episcopal de l'Uruguai - Conferència Episcopal Veneçolana |

La Seu del CELAM està ubicada a la ciutat de Bogotà DC - Colòmbia

## Llista de presidents
- Arquebisbe Miguel Darío Miranda Gómez, (1958 - 1963), posteriorment cardenal;
- Arquebisbe Helder Pessoa Câmara, (1963 - 1965);
- Arquebisbe Manuel Larraín Errázuriz, (1963 - 1966);
- Arquebisbe Avelar Brandão Vilela, (1966 - 1972), posteriorment cardenal,
- Arquebisbe Eduardo Francisco Pironio, (1972 - 1975), posteriorment cardenal;
- Cardenal Aloísio Leo Arlindo Lorscheider, (1975 - 1979);
- Arquebisbe Alfonso López Trujillo, (1979 - 1983), posteriorment cardenal;
- Arquebisbe Antonio Quarracino, (1983 - 1987), posteriorment cardenal;
- Bisbe Darío Castrillón Hoyos, (1987 - 1991), posteriorment cardenal;
- Cardenal Nicolás de Jesús López Rodríguez, (1991 - 1995);
- Arquebisbe Óscar Andrés Rodríguez Maradiaga, (1995 - 1999), posteriorment cardenal;
- Bisbe Jorge Enrique Jiménez Carvajal, (1999 - 2003);
- Cardenal Francisco Javier Errázuriz Ossa, (2003 - 2007);
- Cardenal Raymundo Damasceno Assis, (2007 - 2011);
- Arquebisbe Carlos Aguiar Retes, (2011 -).